# 2034年國際足協世界盃
2034年國際足協世界盃（英語：2034 FIFA World Cup）是第25届國際足協世界盃，亦是第三次在亚洲举办的世界杯，预计会是繼2022年國際足協世界盃後再次於11月至12月北半球秋季舉行之世界盃。2023年10月31日，國際足協主席詹尼·因凡蒂诺確認沙烏地阿拉伯是唯一的申辦國家。2024年12月11日，沙特阿拉伯正式成为世界杯主办国。成為繼日本，韓國，卡塔爾後第4個主辦世界盃的亞洲國家。也是第3次由亞洲國家主辦。

## 申辦過程
亚洲和大洋洲足球联合会旗下的会员组织有资格申办本届世界杯。

### 申办国家

#### 沙烏地阿拉伯
2023年10月4日，沙烏地阿拉伯宣布申辦2034年世界杯。

### 曾有意申办国家
- 亚洲足球联合会：
  -  东南亚国家联盟（ 印度尼西亞， 马来西亚， 新加坡， 泰國和 越南）[3][4]
  -  中國[5]
  -  和
- 亚洲足球联合会–大洋洲足球協會：
  -  （潛在地與 新西兰和／或  印度尼西亞共同申辦）[6][7]
- 非洲足球協會：
  -  辛巴威[8]
  -  埃及[9]
  -  奈及利亞[10]

#### 東南亞國家聯盟
首次申辦2034年FIFA世界杯是由东南亚国家联盟成員國提出的集體申辦。儘管事實上各國不能申辦（因為申辦地點是取決於國家足協），但早在2011年1月東盟就提出了聯合申辦世界杯的想法，當時新加坡足球協會前主席再努丁·諾丁在一份聲明中表示，該提議是在東盟外長會議上提出的。2013 年，諾丁和馬來西亞國際特殊奧林匹克組織主席拿督穆罕默德·費索爾·哈桑重提了東盟聯合舉辦世界杯的想法。根據2017年國際足聯的規定2030年世界杯不能在亞洲（亚洲足球联合会）舉行，因為在2022年選擇卡塔爾後，亞足聯成員將被排除在申辦之外。因此，亞足聯成員最早申辦的世界杯只能是2034年。
後來，馬來西亞退出申辦，但新加坡和其他東盟國家繼續發起聯合申辦2034年世界杯的行動。2017年2月，東盟在國際足聯主席詹尼·因凡蒂诺訪問緬甸仰光期間就發起聯合申辦進行了會談。2017年7月1日，印尼足球協會副主席約科·德里約諾表示，印尼和泰國將牽頭東盟申辦。 德里約諾補充說，由於地理和基礎設施的考慮以及增加的參賽球隊數目（48 支球隊），至少要兩三個東盟國家加起來才足夠舉辦比賽。
2017年9月，泰國甲組足球聯賽行政總裁本傑明·譚在東南亞足球協會理事會會議上證實，他的足協已「有興趣與印尼申辦和共同主辦」2034世界杯。在同一場合，東南亞足球協會總書記拿督斯里·阿祖丁·艾哈邁德確認印尼和泰國將提交聯合申辦。印度尼西亞是第一個，也是唯一一個參加过世界杯的東南亞國家，當時印尼被稱為荷屬東印度。
然而，在2018年6月，國際足聯執行委員會成員马来西亚最高元首和彭亨苏丹阿都拉（同時也是馬來西亞足球協會前主席）表示有興趣加入兩國一起舉辦世界杯。同年，儘管越南經濟狀況較差而存在一些基礎設施問題，但越南也表示有興趣參加同樣的申辦。這四個國家曾聯合舉辦過2007年亞足聯亞洲盃。
2019年6月，泰國總理巴育·占奧差宣布，東盟所有10國將聯合申辦2034年國際足聯世界杯，並是世界杯歷史上，第一次提出十國聯合申辦。
2019年10月9日，東盟五國正式提出申辦2034年國際足聯世界杯。泰國將領導該倡議。

#### 澳洲
在申辦2022年國際足聯世界杯失敗後，澳洲已考慮與鄰國新西蘭聯合申辦，新西蘭是大洋洲足球協會成員，澳洲將與新西蘭共同主辦2023年國際足協女子世界盃。在布里斯班成功申辦2032年夏季奥林匹克运动会後不久，澳洲在2021年8月重新確立了這一意圖。澳洲還討論了是否可以考慮與印尼而不是新西蘭聯合申辦，印尼聯邦秘書長表示，印尼和澳洲之間的關係很好。然而，考慮到該國也參與了東盟對同一世界杯的申辦，印尼一直不願與澳洲聯合申辦。

#### 埃及
埃及體育和青年部長阿什拉夫·索比表示，埃及正在考慮申辦2034年FIFA世界杯。

#### 津巴布韋
旅遊和酒店業部長沃爾特·姆贊比曾表示，津巴布韋將申辦2034年國際足聯世界杯。他的想法是將哈拉雷作為主辦城市，但與該地區的其他主要城市如馬普托、約翰內斯堡、哈博羅內和盧薩卡合作。所有這些城市都在一個半小時的航程之內。